# 1986 en Suisse
Chronologie de la Suisse
- 1982
- 1983
- 1984
- 1985
- 1986
- 1987
- 1988
- 1989
- 1990

## Gouvernement en 1986
- Conseil fédéral[1]:
  - Alphons Egli PDC, président de la Confédération
  - Pierre Aubert PSS, vice-président du Conseil fédéral
  - Kurt Furgler PDC,
  - Elisabeth Kopp PRD,
  - Jean-Pascal Delamuraz PRD
  - Otto Stich PSS
  - Leon Schlumpf UDC

## Évènements

### Janvier
Mercredi 8 janvier 
- Invité de l’émission controversée Le Défi, de la Télévision suisse romande, Jean-Marie Le Pen doit intervenir en duplex de Paris, le gouvernement genevois ayant brandi l’arrêté fédéral stipulant que l'autorisation de prendre la parole en Suisse peut être refusée à un étranger, s'il y a lieu notamment de craindre que l'ordre public ne soit troublé.

### Février
Dimanche 2 février 
- Décès du journaliste Jean Dumur.

 Jeudi 13 février 
- Décès du chef d’orchestre Victor Desarzens.

 Dimanche 16 février 
- Un coopérant fribourgeois, Maurice Demierre, travaillant au Nicaragua pour le compte de l'organisation Freres sans Frontieres, tombe dans une embuscade tendue par des rebelles anti-sandinistes. Il perd la vie, ainsi que cinq passagers de la camionnette qu’il conduisait.

### Mars
Samedi 1er mars 
- Pour la première fois de son histoire, le HC Lugano devient champion de Suisse de hockey-sur-glace.

 Mercredi 5 mars 
- Elections cantonales dans le Canton de Vaud. En ballotage à l’issue du 1er tour de scrutin Marcel Blanc (UDC), Pierre Cevey (PRD), Philippe Pidoux (PRD), Raymond Junod (PRD), Daniel Schmutz (PSS), Pierre Duvoisin (PSS) et Jean-Francois Leuba (PLS) sont élus au Conseil d’État.

 Dimanche 16 mars 
- Votations fédérales. Le peuple rejette, par 1 591 150 non (75,7 %) contre 511 713 oui (24,3 %), l'adhésion de la Suisse à l'Organisation des Nations unies.
- Elections cantonales à Glaris. Martin Brunner (PSS), Kaspar Thyner (PRD), Fritz Weber (PRD), Fritz Hoesli (UDC), Emil Fischli (PDC), Jules Landolt (Parti chrétien-social) et Christian Stuessi (UDC) sont élus au Conseil d’État lors du 1er tour de scrutin.

 Mardi 18 mars 
- Début des Championnats du monde de patinage artistique à Genève.

 Samedi 22 mars 
- Giuseppe Buffi (PRD) succède à Carlo Speziali, démissionnaire au Conseil d'État du canton du Tessin.

 Lundi 24 mars 
- Visite officielle du président finlandais Mauno Koivisto.

### Avril
Dimanche 6 avril 
- Élections cantonales aux Grisons. Reto Mengiardi (PRD), Donat Cadruvi (PDC) et Christoffel Braendli (UDC) sont élus au Conseil d’État lors du 1er tour de scrutin.

 Mercredi 16 avril 
- Günther Tschanun, chef de la police des constructions de la ville de Zurich, abat quatre de ses collaborateurs et blesse grièvement un cinquième.

 Jeudi 24 avril 
- Après quatre jours consécutifs de pluie, plusieurs villages du Tessin sont coupés du reste du monde et le lac Majeur déborde.

 Dimanche 27 avril 
- Élections cantonales à Berne. Rene Baertschi (PSS), Peter Schmid (UDC), Ueli Augsburger (UDC). Bernhard Mueller (UDC), Kurt Meyer (PSS), Peter Siegenthaler (UDC) et Gotthelf Buerki (PSS) sont élus au Conseil d’État lors du 1er tour de scrutin.
- Élections cantonales aux Grisons. Luzi Baertsch (UDC) et Joachim Caluori (PDC) sont élus au Conseil d’État lors du 2e tour de scrutin.

### Mai
Dimanche 4 mai 
- L’hebdomadaire Femina est encarté dans l’édition dominicale du Matin.

'|' Dimanche 11 mai 
- Elections cantonales à Berne. Benjamin Hofstetter (Liste libre) et Leni Robert (Liste libre) sont élus au Conseil d’État lors du 2e tour de scrutin.

 Jeudi 15 mai 
- Vernissage de l’exposition Alberto Giacometti à la Fondation Pierre Gianadda à Martigny.

 Samedi 24 mai 
- Les Young-Boys s’adjugent, pour la onzième fois de leur histoire, le titre de champion de Suisse de football.

### Juin
Lundi 2 juin 
- Les PTT suppriment la deuxième distribution du courrier.

 Vendredi 20 juin 
- L’Américain Andrew Hampsten remporte le Tour de Suisse cycliste

 Samedi 21 juin 
- 18 000 personnes manifestent contre les centrales nucléaires à Gösgen.

### Juillet
Mercredi 9 juillet 
- Cornelio Sommaruga est désigné pour succéder à Alexandre Hay comme président du Comité international de la Croix-Rouge (CICR).

 Mardi 22 juillet 
- Décès du journaliste Fernand Gigon.

### Août
Vendredi 1er août 
- Inauguration du Musée national du Saint-Gothard, aménagé au col.

 Vendredi 22 août 
- Le groupe Mikron Holding AG à Bienne, reprend la fabrique de machines Albe SA à Agno, qui occupe 430 personnes.

### Septembre
Mercredi 3 septembre 
- Le conseiller fédéral Alphons Egli annonce sa démission pour la fin de l’année.

 Vendredi 12 septembre 
- Plus de 3 000 vignerons et agriculteurs valaisans manifestent à Sion contre les importations de vins étrangers et contre le prix de la vendange.

 Samedi 27 septembre 
- Une manifestation nationale contre le racisme réunit entre 3 000 et 4 000 personnes à Berne.

 Dimanche 28 septembre 
- Votations fédérales. Le peuple rejette, par 1 048 679 non (75,2 %) contre 232 326 oui (16,7 %), l'initiative populaire « en faveur de la culture », ainsi que le contre projet présenté par le Conseil fédéral par 670 496 non (48,1 %) contre 548 080 oui (39,3 %).
- Votations fédérales. Le peuple rejette, par 1 162 238 non (81,6 %) contre 261 759 oui (18,4 %), l'initiative populaire « pour une formation professionnelle et un recyclage garantis ».
- Votations fédérales. Le peuple rejette, par 887 726 non (61,8 %) contre 547 779 oui (38,2 %), la modification de l’arrêté fédéral sur l'économie sucrière indigène.

### Octobre
Dimanche 19 octobre 
- Elections cantonales dans le Jura. François Lachat (PDC) est élu au Gouvernement lors du 1er tour de scrutin.

 Mercredi 22 octobre 
- La conseiller fédéral Kurt Furgler annonce sa démission pour la fin de l’année.
- Elections cantonales dans le Jura. Pierre Boillat (PDC), Gaston Brahier (PRD), François Mertenat (PSS) et Jean-Pierre Beuret (Parti chrétien-social) sont élus tacitement au Gouvernement.

 Jeudi 23 octobre 
- Inauguration d’un tronçon de l’autoroute A2, sur 13 km, entre Bellinzone et Biasca.

 Samedi 25 octobre 
- Inauguration de la plus longue ligne de tramway d'Europe dans l’agglomération bâloise. Entre Dornach, le centre de Bâle et Rodersdorf, le tramway parcourt 26 km.

### Novembre
Samedi 1er novembre 
- Un incendie se déclare dans un entrepôt du groupe Sandoz à Schweizerhalle et provoque une grave pollution du Rhin.

 Dimanche 2 novembre 
- Décès du chef d’orchestre Samuel Baud-Bovy.

 Dimanche 9 novembre 
- Elections cantonales à Zoug. Andreas Iten (PRD), Urs Kohler, (PRD), Georg Stucky, (PRD), Paul Twerenbold (PDC), Anton Scherer (PDC), Robert Bisig (PDC) et Urs Birchler (PSS) sont élus au Conseil d’État lors du 1er tour de scrutin.

### Décembre
Dimanche 7 décembre 
- Votations fédérales. Le peuple approuve, par 922 221 oui (64,4 %) contre 510 490 non (35,6 %), le contre-projet à l'initiative populaire pour la protection des locataires.
- Votations fédérales. Le peuple rejette, par 948 612 non (66,1 %) contre 485 930 oui (33,9 %), l'initiative populaire pour une juste imposition du trafic des poids lourds.
- Elections cantonales à Fribourg. Felicien Morel (PSS), Roselyne Crausaz (PDC), Marius Cottier (PDC), Denis Clerc (PSS), Edouard Gremaud (PDC), Hans Baechler (PRD) et Raphaël Rimaz (UDC) sont élus au Conseil d’État lors du 2e tour de scrutin.

 Mercredi 10 décembre 
- Election au Conseil fédéral de Flavio Cotti (PDC) et d’Arnold Koller (PDC).
- Heinrich Rohrer est lauréat du prix Nobel de physique 1986 avec Gerd Binnig pour l'invention du microscope à effet tunnel.

 Vendredi 19 décembre 
- Le tunnel du Rawyl, projeté entre Wimmis et Uvrier, est biffé du programme des routes nationales.